# De Villa
De Villa (Engels: The Villa) is een televisieprogramma uit 1999 waarin vier mannelijke en vier vrouwelijke vrijgezellen voor een week bij elkaar in een villa in de heuvels van een badplaats worden gezet.
In het programma kiest een computer uit de deelnemers de best bij elkaar passende stellen. Tijdens het verblijf in de villa moet duidelijk worden of deze voorspellingen uitkomen. Het concept is afkomstig van het Britse Talent TV. Van 1999 tot 2003 werden vier seizoenen uitgezonden door Sky1 die ook in Nederland zijn uitgezonden. Het vierde en laatste seizoen uit 2003 was anders van opzet. Om de week waren er drie mannen of vrouwen meer en degenen die geen partner hadden moesten de villa al snel verlaten. Hierna werd alsnog gekeken of er meer was dan een match.

## Nederland
In 2011 werd een Nederlandse versie uitgezonden op RTL 5 waarbij de kandidaten naar een villa in Lloret de Mar gingen. Er waren acht afleveringen ingepland maar één aflevering werd niet uitgezonden omdat een van de kandidaten veroordeeld was voor moord. Het programma liep van 6 september tot 18 oktober. 

### Incidenten
In 2019 ging er een nieuw seizoen van De Villa van start, de voice-over werd voor deze editie verzorgd door Bram Krikke. Dit seizoen werd na vier afleveringen op 20 november stopgezet, nadat in een aflevering twee mannelijke deelnemers seksueel grensoverschrijdend gedrag vertoonden. RTL haalde de betreffende aflevering ook offline. Het vrouwelijke slachtoffer meldde zich vervolgens bij het hulpprogramma #BOOS van Tim Hofman. Hofman ging vervolgens met zijn programma verhaal halen bij productiebedrijf Blue Circle en bij RTL (die het programma uitzond) waar hij sprak met directeur Peter van der Vorst. Blue Circle bood tijdens het gesprek geen excuses aan omdat zij het onderzoek af wilde wachten. Peter van der Vorst bood namens RTL wel excuses aan en na dit gesprek werd door RTL besloten naast het stoppen van De Villa ook tijdelijk de stekkers uit alle andere realityseries te trekken waaronder Temptation Island en Love Island. Zodat er een onafhankelijk onderzoek kan plaatsvinden naar de werkwijze van dit soort programma's in het algemeen en hoe het bij De Villa zo uit de hand heeft kunnen lopen.

## New Chicks: Brabantse nachten op Curaçao
Op het vierde seizoen van de Britse versie van The Villa was het RTL 5-programma New Chicks: Brabantse nachten op Curaçao geënt. Dit programma volgde tot 30 november 2011 op het tijdstip van De Villa en werd gepresenteerd door Nikkie Plessen.